# مقاطعة أشتابولا (أوهايو)
مقاطعة أشتابولا (بالإنجليزية: Ashtabula County)‏ هي إحدى مقاطعات ولاية أوهايو في الولايات المتحدة الأمريكية.